# Terra (química)
El terme químic Terra és un terme històric que s'aplicà antigament a certes substàncies químiques, quan es pensava que eren elements. Aquest nom es prengué dels quatre elements clàssics de Plató. Les terres posteriorment se sabé que eren composts químics, encara que difícils de concentrar, com terres rares i alcalinoterris.
Actualment, les terres són òxids metàl·lics, i el corresponents metalls han estat classificats en els grups corresponents: Terres rares i alcalinoterris.